# La Tramuntana
La Tramuntana va ser la primera escola democràtica i en valencià del País Valencià. Va obrir les portes en 1968, i estaria en actiu fins a 1973, quan seria substituïda per l'Escola Mistral, canvi de nom provocat, entre altres motius, per la necessitat de burlar a les autoritats franquistes. D'esta experiència naixeria l'Escola La Masia.
Els orígens els trobem en la secció de pedagogia de Lo Rat Penat, on hi havia pedagogs que al voltant de Ferran Zurriaga impulsaren la secció valenciana de l'Asociación para la Correspondencia y la Imprenta en la Escuela. El projecte d'escola democràtica en valencià va rebre el suport econòmic de personalitats com Vicent Ventura, Joaquim Maldonado i Almenar, Joan Fuster, la Fundació Huguet de Castelló, Adolf Pizcueta i Enric Tàrrega. Entre els pares que portaren als seus fills s'hi trobaren Vicent Diego i Conxa Romero, Josep Lluís Blasco i Adela Costa, Ferran Zurriaga i Pepa Llidó, Presentación Sáez i Manolo Sanmartín, Josep Vicent Marquès i Cèlia Amorós, César Sainz i Lourdes Paris, Pepe Galán, Valerià Miralles, Manuel Girona, Doro Balaguer, Emèrit Bono o Ernest Lluch.